# CBS Corporation
CBS Corporation (чит. «Си-Би-Эс корпорейшн», полн. Columbia Broadcasting System Corporation) — американский медиахолдинг, включавший в себя теле- и радиовещательный, издательский и рекламный бизнес.
Продукция CBS Corporation ориентирована в основном на США. Президентом и CEO компании является Лесли Мунвес. Основной акционер CBS — Самнер Редстоун, владелец National Amusements, занимающий пост председателя совета директоров компании. Нынешнее название компания получила 31 декабря 2005 года, на NYSE вышла 3 января 2006 года. Прежнее название компании — Viacom.
При реорганизации от CBS отделилась новая компания, оставившая за собой название Viacom, но потерявшая контроль над основными активами прежней компании. CBS принадлежат частично или полностью несколько теле- и радиосетей, телевизионные студии, издательство, платное кабельное телевидение, студия звукозаписи и рекламная компания. National Amusements, через Редстоуна, сохраняет контроль над обеими фирмами. Главный офис CBS находится в Нью-Йорке.
О слиянии Viacom и CBS Corporation, создавшем объединённую компанию ViacomCBS, было объявлено 13 августа 2019 года. Слияние было завершено 4 декабря 2019 года.
29 сентября 2016 года компания-владелец National Amusements направила письмо Viacom и CBS Corporation, в котором призвала обе компании снова объединиться в одну компанию.
После тяжб и долгих переговоров о слиянии, Viacom и CBS совместно объявили, что сделка, как ожидается, будет завершена к концу 2019 года в ожидании одобрения регулирующих органов и акционеров. Слияние должно было быть одобрено Федеральной торговой комиссией.
Слияние официально завершилось 4 декабря 2019 года.

## Вещательная деятельность
Знаковым событием в деятельности CBS в межвоенный период стало освещение Мюнхенского кризиса. В годы Второй мировой войны CBS переориентировала свои коммерческие радиостанции на военные рельсы, дав старт агитационной кампании с круглосуточной трансляцией передач на военную тематику, — в эфир непрерывно запускались различные сюжеты патриотического содержания, военная музыка, выступления публичных персон и духовные проповеди лиц из службы военных капелланов. Был запущен цикл передач памяти павших воинов «Они живут вечно» (They Live Forever). В 1943 году под военные радиопередачи подобного содержания было выделено 17 тыс. часов эфирного времени. Кроме того, радиостанции CBS на прифронтовых территориях в годы войны выполняли задачи гражданской обороны, ведя зачитывание в эфире инструктажей для гражданского населения о том, как действовать в тех или иных ситуациях в рамках единой системы противовоздушной обороны страны (air raid defense system). Практически всё развлекательное вещание было прекращено уже к 1942 году, CBS вместе с NBC переключилась на нормы военного времени, запуская в эфир заранее подготовленные и прошедшие военную цензуру репортажи.
Ряд инноваций в деле трансляции с мест военных действий стал классикой жанра военного репортажа. Так же как и военные корреспонденты британского корпункта CBS в период битвы за Британию вели прямые трансляции «Лондонского блица» (London Blitz) из лондонских бомбоубежищ, с началом Корейской войны обозреватели дальневосточного корпункта CBS были с самого начала военных действий в гуще событий и были первыми американскими журналистами, передавшими в эфир сведения о первом бое с участием американских войск со времён окончания Второй мировой войны. Аналогичным образом строилась корпоративная информационная политика во время Вьетнамской войны, в эфир шли прямые видео- и радиотрансляции с мест событий.
В период маккартизма у CBS, по выражению президента корпорации Фреда Фрэндли, появился очередной, выпадающий раз в десятилетие редкий шанс продемонстрировать свою верность национальным идеалам, — корпорация твёрдо встала на тропу войны с коммунизмом в США, регулярным гостем передачи «Смотрите сейчас» (See It Now), практически её соведущим стал сенатор Джозеф Маккарти собственной персоной. Все значимые речи и выступления пламенного сенатора-антикоммуниста незамедлительно выводились в эфир. Эфирное время для трансляции выступлений сенатора и лиц из его свиты выделялось за собственный корпоративный счёт. Знаковым событием периода Холодной войны стало освещение Карибского кризиса, итог которого был преподнесён аудитории как безусловная победа американской стороны и лично Президента США Джона Кеннеди в его конфронтации с Н. С. Хрущёвым.

## Исследовательская деятельность
Лабораторные подразделения компании в Стамфорде (Коннектикут), известные как CBS Laboratories, занимались широким спектром научно-исследовательских и опытно-конструкторских работ промышленной и военной направленности в сфере телекоммуникаций, фото- и видеосъёмки, и др.
Для нужд телевидения инженерами под руководством Питера Голдмарка, под началом которого трудилось около ста сотрудников, в первый послевоенный год был разработан и представлен к лету 1946 года новый цветной стандарт телевещания (конкурирующими выступали стандарты предложенные лабораториями RCA). В сегменте невоенного оборудования научной общественности в июле 1955 года лабораториями был презентован электронный микроскоп визуализирующий рассматриваемые объекты в естественном цвете.
Среди прочего, ими разрабатывалась автоматическое оборудование мгновенного сканирования и радиопередачи визуальной информации с плёночной фотоаппаратуры самолётов-разведчиков и других средств воздушной разведки на землю, в центры сбора и обработки разведданных. В феврале 1960 года вниманию специалистов и широкой публики была представлена система мгновенной обработки, радиопередачи/приёма и вывода аналоговых визуальных разведывательных данных «Фотоскан» (Photoscan) для оборудования ею пилотируемых самолётов-разведчиков и реактивных разведывательных БПЛА (AN/USD-4 Swallow и AN/USD-5 Osprey), решения широкого спектра задач воздушной разведки и снабжения военного командования точными фотографическими данными разведываемой местности. Для палубной авиации ВМС США лабораториям в январе 1963 года была заказана система авиационного наблюдения и разведки, оснащённая оптико-электронной аппаратурой с объективами высокого разрешения (advanced high-resolution aerial reconnaissance and surveillance system). В рамках проекта «Реконотрон» (Reconotron), по заказу Агентства перспективных оборонных исследований были разработаны системы оптической спутниковой разведки для применения в целях разведки наблюдением и раннего обнаружения пусков советских межконтинентальных баллистических ракет и баллистических ракет подводных лодок.
В апреле 1963 года по заказу НАСА были представлены криогенные лубриканты CLD-5940 для обработки деталей космических аппаратов (в частности, для спутников связи и видовой разведки нового поколения), прошедшие контрольные испытания и одобренные Космическим центром им. Маршалла для применения на имеющихся и перспективных КА. До этого, лабораториями уже проводились НИОКР по повышению эксплуатационных параметров шарикоподшипников армейских спутников. Летом 1967 года лаборатории презентовали прессе акустический датчик, способный с высокой точностью определять координаты местонахождения артиллерийских орудий и миномётов противника для применения в целях контрбатарейной борьбы (что было актуально для Армии и КМП США в условиях применения вьетнамскими партизанами тактики «кочующих миномётов»). В первой половине 1968 года совместно с компанией Raytheon лаборатории участвовали в конкурсе на создание авиационной инфракрасной разведывательно-целеуказательной системы по заказу Управления разработки систем и вооружения ВВС США, но победу в конкурсе одержали Cubic Corporation и LTV Electrosystems. В начале 1970-х гг. лаборатории участвовали в создании межвидовой авиационной/наземной системы связи (Joint [Service] In-Flight Data Transmission System, сокр. JIFDATS) для четырёх из пяти видов вооружённых сил США.

## Производство
Филиал CBS Electronics (изначально именовавшийся Hytron Division) располагался в Дэнверсе, штат Массачусетс, и отвечал за производство электронно-лучевых приборов для гражданского рынка и военных нужд (главным образом, для ракетно-космической техники и вооружения), полевые радиостанции и комплексы военной радиосвязи, а также устройства для пайки микроскопических деталей печатных схем. В конце 1950-х гг. филиалом была изготовлена контрольно-проверочная аппаратура для разведывательных спутников ВВС «Сентри» (Sentry). По лицензионному соглашению, заключённому с корпорацией Philco в январе 1960 года, филиал также занимался производством транзисторов.

## Ядерная энергетика
В 1998 году CBS создала специальную дочернюю структуру Westinghouse Licensing Corporation для управления брендом Westinghouse, который нёс убытки и денежные потери из-за финансового краха в начале 1990-х.
В сентябре 1999 г. CBS Corp. была поглощена американской корпорацией Viacom за 35,6 млрд долл. США, тем самым положив конец исходной корпорации «Westinghouse Electric Corporation» (юридически «Westinghouse Electric Corporation» существует и по сей день — как дочерняя компания «CBS Corp.» — но лишь как патентовладелец-лицензиар технологий, принадлежащих группе).

## Руководство
Совет директоров CBS Corporation:
- Самнер Редстоун (председатель)
- Шари Редстоун (вице-председатель)
- Лесли Мунвес
- Дэвид Андельман
- Чарльз Гиффорд
- Леонард Голдберг
- Брюс Гордон
- Линда Григо
- Джозеф Калифано
- Гари Кантримен
- Арнольд Копелсон
- Уильям Коэн
- Даг Моррис
- Фред Салерно

## Активы компании
- Телевизионные сети: CBS, The CW (совместное владение с Time Warner), CBS College Sports Network, Showtime Networks
- Сеть телевизионных станций: CBS Television Stations
- Телевизионные студии: CBS Television Studios, CBS Television Distribution, Big Ticket Television, CBS Studios International
- Звукозаписывающий лейбл: CBS Records
- Радио: CBS Radio
- Интернет-ресурсы: Last.fm, Download.com, GameRankings, GameSpot, TV.com, ZDNet и др.
- Наружная реклама: CBS Outdoor
- Издательское дело: Simon & Schuster